# Mychniwci
Mychniwci (ukr. Михнівці) – wieś na Ukrainie, w obwodzie połtawskim, w rejonie łubieńskim, w hromadzie Zasulla. W 2001 liczyła 889 mieszkańców, spośród których 877 wskazało jako ojczysty język ukraiński, a 12 rosyjski.